# Intimitet
Intimitet avser vanligtvis känslan av nära personlig samhörighet.
I mänskliga relationer varierar intimiteten till grad och betydelse beroende på relationens natur.

## Fyra typer
Forskare skiljer på fyra olika former av intimitet: fysisk, emotionell, kognitiv samt upplevelseintimitet (experiential).
- Fysisk intimitet handlar om sensuell närhet eller beröring – ibland med en sexuell[1] anknytning.
- Emotionell intimitet utvecklas vanligen efter en viss grad av tillit har uppnåtts och personliga band skapats.
- Kognitiv (eller intellektuell) intimitet uppstår när två människor delar tankar, idéer och dylikt.
- Upplevelseintimitet handlar om att dela aktiviteter, utan att för den delen nödvändigtvis dela tankar eller känslor (till exempel två personer som arbetar nära varandra).

## Relaterat och historik
Intima relationer kan med fördel skiljas från strategiskt utbyte. Även om det senare till det yttre kan likna intimitet så är det ofta så att relationen bryter samman redan vid smärre meningsskiljaktigheter, medan intima förhållanden oftare överlever sådana mindre skiljaktigheter.
Empiriska undersökningar kring intimitet har förekommit sedan slutet av 1800-talet, men den mesta forskningen tog fart på 1960- och 1970 talen, då experiment började genomföras.